# Flavonolo sintasi
La flavonolo sintasi è un enzima appartenente alla classe delle ossidoreduttasi, che catalizza la seguente reazione:
un diidroflavonolo + 2-ossoglutarato + O2 ⇄ a flavonolo + succinato + CO2 + H2O
In aggiunta alla desaturazione dei (2R,3R)-diidroflavonoli a flavonoli, l'enzima proveniente dal mandarino Citrus × unshiu ha anche un'attività che trans-idrossila i flavanoni (2S)-naringenina e la non naturale (2R)-naringenina a kaempferolo e (2R,3R)-diidrokaempferolo. L'enzima richiede Fe2+.